# Catarhoe palaestinensis
Catarhoe palaestinensis là một loài bướm đêm trong họ Geometridae.